# Lamar Carswell
Lamar Carswell (Toledo, 11 novembre 2000) è un giocatore di football americano statunitense che gioca come runningback per i Vienna Vikings della AFL.